# Cem Yılmaz
Cem Yılmaz (Istanbul, 23 aprile 1973) è un attore, comico, sceneggiatore, regista e fumettista turco.

## Biografia
Durante gli studi presso il Dipartimento del Turismo e Hotel Management dell'Università del Bosforo, ha iniziato a disegnare fumetti e caricature per la rivista umoristica turca Leman. Nel 1995 debutta come cabarettista durante uno show, senza alcuna intenzione di una seria carriera come attore comico. Tuttavia, dopo la risposta positiva del pubblico, ha continuato ad esibirsi come cabarettista, diventando negli anni uno dei più popolari comici della Turchia.
Inizia la carriera cinematografica nel 1998, partecipando come co-protagonista alla commedia Her Sey Çok Güzel Olacak, seguito da un ruolo nel film La visionetele (Vizontele) del 2001. Ma ha raggiunto il successo con la commedia fantascientifica G.O.R.A. - Comiche spaziali, di cui è anche sceneggiatore. Ottiene altri successi con Organize İşler (2005), per cui vince il premio come miglior attore non protagonista agli Sadri Alışık Awards, e per il suo esordio alla regia Il pagliaccio (Hokkabaz) (2006), co-diretto con Ali Taner Baltacı.
Yılmaz ha prestato la voce alle versioni in lingua turca di Bee Movie e Arthur e la vendetta di Maltazard.
Nel 2008 co-dirige ed interpreta A.R.O.G. sequel di G.O.R.A. - Comiche spaziali. Dopo altri successi come Yahşi Batı e Av mevsimi, nel 2012 recita in Magnifica presenza di Ferzan Özpetek.
Nel 2014 recita nel film The Water Diviner, diretto da Russell Crowe.

## Filmografia
- Her Sey Çok Güzel Olacak, regia di Ömer Vargi (1998)
- La visionetele (Vizontele), regia di Yılmaz Erdoğan e Ömer Faruk Sorak (2001)
- G.O.R.A. - Comiche spaziali (G.O.R.A.), regia di Ömer Faruk Sorak (2004)
- Organize İşler, regia di Yılmaz Erdoğan (2005)
- Il pagliaccio (Hokkabaz), regia di Ali Taner Baltacı e Cem Yilmaz (2006)
- A.R.O.G., regia di Ali Taner Baltacı e Cem Yilmaz (2008)
- Arthur e la vendetta di Maltazard (Arthur et la vengeance de Maltazard), regia di Luc Besson (2009) - voce nella versione turca
- Yahşi Batı, regia di Ömer Faruk Sorak (2009)
- Av mevsimi, regia di Yavuz Turgul (2010)
- Magnifica presenza, regia di Ferzan Özpetek (2012)
- The Water Diviner, regia di Russell Crowe (2014)
- Ali Baba ve 7 Cüceler, regia di Cem Yılmaz (2015)
- Iftarlik Gazoz, regia di Yüksel Aksu (2016)
- Deli Ask, regia di Murat Dündar e Murat Kaman (2017)
- Arif V 216, regia di Kivanç Baruönü (2018)
- Karakomik Filmler: Kaçamak, regia di Cem Yılmaz (2019)
- Karakomik Filmler: 2 Arada, regia di Cem Yılmaz (2019)
- Karakomik Filmler: Emanet, regia di Cem Yılmaz (2020)
- Karakomik Filmler: Deli, regia di Cem Yılmaz (2020)
- Do Not Disturb, regia di Cem Yılmaz (2023)